# 21517 Dobi
21517 Dobi è un asteroide della fascia principale. Scoperto nel 1998, presenta un'orbita caratterizzata da un semiasse maggiore pari a 2,3571025 UA e da un'eccentricità di 0,1800879, inclinata di 7,73281° rispetto all'eclittica.